# Fidel Claramunt Lacueva
Fidel Claramunt Lacueva (Vilanova i la Geltrú, 24 de setembre de 1929 - 12 de novembre de 2010) fou un escultor i pintor local de Vilanova i la Geltrú.
Des de ben petit va destacar en la creació de figures de pessebre i es formà en les arts plàstiques sota la tutela d'Enric C. Ricart. Posteriorment ingressaria a l'escola Massana i el 1948 a la Llotja, on coneixeria Frederic Marès, el seu professor d'escultura. Treballà per diferents empreses, destacant la seva feina d'imatger a la joieria Masriera-Carreras de Barcelona. Posteriorment es dedicà a la docència al col·legi Divina Providència i a l'Escola d'Art de Vilanova i la Geltrú.
La seva producció artística inclou principalment escultures, figures i relleus modelats en terracota de temes religiosos i populars. La seva obra es troba repartida en col·leccions privades o espais públics de la seva ciutat natal. Destaquen les pintures, murals o escultures a l'Església de Sant Antoni Abat, com la Mare de Déu de les Neus de la rectoria o el majestuós Àngel del Campanar que culmina el campanar de l'església.
Figurista i pessebrista, va estar estretament vinculat a les Associacions de Pessebristes de Vilanova i la Geltrú i Barcelona.